# Makoto Kobayashi
Makoto Kobayashi (japonès: 小林 誠, Kobayashi Makoto) (Nagoya, Japó, 1944) és un físic i professor japonès que fou guardonat amb el Premi Nobel de Física l'any 2008.

## Biografia
Va néixer el 7 d'abril de 1944 a la ciutat de Nagoya, capital de la prefectura d'Aichi. Va estudiar física a la Universitat de Nagoya, en la qual es va graduar. Posteriorment, va treballar com a investigador a la Universitat de Kyoto. Des de 1979, va ser professor del KEK, i n'esdevingué el 2008 professor emèrit.

## Recerca científica
Interessat en la física de partícules, aconseguí notorietat mundial pels seus treballs sobre la violació CP, realitzats conjuntament amb Toshihide Maskawa. A partir dels seus treballs, aconseguiren dissenyar la matriu Cabibbo-Kobayashi-Maskawa, la qual defineix els paràmetres de barreja entre quarks.
L'octubre de 2008 fou guardonat, juntament amb el seu col·laborador Maskawa, amb el Premi Nobel de Física pel descobriment de l'origen de la ruptura de simetria, gràcies a la qual es pot predir l'existència d'almenys tres famílies de quarks en la natura. Compartiren el premi amb Yoichiro Nambu, si bé la recerca d'aquest se centrà en el camp de la física subatòmica.